# Trigonopterus echinatus

Trigonopterus echinatus (лат.) — вид жуков-долгоносиков рода Trigonopterus из подсемейства Cryptorhynchinae (Curculionidae). Встречаются на острове Ява (Индонезия, провинция Западная Ява, Mt. Payung, Mt. Sawal: 990–1314 м).

## Описание
Мелкие нелетающие жуки-долгоносики, длина около 2 мм; в основном буровато-чёрного цвета с бронзовым отливом (усики коричневые). Тело субовальное с явной перетяжкой между переднегрудкой и надкрыльями. От близких видов отличается длинными чешуевидными щетинками, придающими жуку вид ежа. Каждая такая чешуйка находится перед ямками-пунктурами на большей части тела (на пронотуме, надкрыльях, частично на ногах). Крылья отсутствуют. Рострум укороченный, в состоянии покоя не достигает середины средних тазиков. Надкрылья с 9 бороздками. Коготки лапок мелкие. В более ранних работах упоминался как «Trigonopterus sp. 337».
Вид был впервые описан в 2014 году немецким колеоптерологом Александром Риделем (Alexander Riedel; Museum of Natural History Karlsruhe, Карлсруэ, Германия), совместно с энтомологами Рене Тэнзлером (Rene Tänzler; Zoological State Collection, Мюнхен), Майклом Бальке (Michael Balke; GeoBioCenter, Ludwig-Maximilians-University, Мюнхен, Германия), Кахийо Рахмади (Cahyo Rahmadi; Indonesian Institute of Sciences, Research Center for Biology, Cibinong, Западная Ява, Индонезия), Яйюк Сухарджоно (Yayuk R. Suhardjono; Zoological Museum, Cibinong Science Center - LIPI, Jl. Raya Jakarta-Bogor, Индонезия), осуществившими ревизию фауны жуков рода Trigonopterus на острове Ява и соседних островах. 
Таксон включён в состав подрода Mimidotasia Voss вместе с видами Trigonopterus costipennis Riedel, Trigonopterus diengensis, Trigonopterus foveatus, Trigonopterus honjensis, Trigonopterus misellus, Trigonopterus satu, Trigonopterus seriatus.
Видовое название Trigonopterus echinatus происходит от латинского слова echinatus, отражающего характерный шиповатый внешний вид жука.